# Tal·leleu d'Eges
Taleleu o Tal·leleu (Líban, ca. 265 - Eges, Macedònia, actual Edessa, Grècia, 284), en llatí Thalelaeus o Thallelaeus, en grec antic Θαλέλαιος o Θαλλέλαιος era un metge cristià, que va morir com a màrtir. És venerat com a sant per tota la cristiandat.

## Biografia
Nascut a la regió del Mont Líban a Fenícia. El seu mestre fou un metge de nom Macari que havia estat nomenat Arquiatre. Va donar ple suport als cristians i com a metge va gaudir de gran reputació i algunes de les seves guaricions van ser considerades miraculoses. Especialment era caritatiu amb els pobres, tant si eren pagans com cristians, als que no cobrava la seva atenció.
Vivia en el temps dels emperadors Carí i Numerià i en la persecució d'aquesta època fou empresonat per Tiberi, governador d'Edessa (Grècia), i es diu que va ser alliberat de manera miraculosa; després Teodor, governador d'Eges a Cilícia el va empresonar, el va torturar i finalment executar l'any 284.

## Veneració
Les esglésies romana i ortodoxes celebra la seva memòria el 20 de maig. Les relíquies foren portades a l'església de Sant Agatònic de Constantinoble, d'on desaparegueren quan la invasió turca.

### Llegenda del martiri
Segons la llegenda, fou condemnat a la tortura, però els seus botxins, Alexandre i Asteri no van obeir l'ordre i, en ésser detinguts, es van declarar també cristians i foren decapitats. També són venerats com a màrtirs, el mateix dia que Tal·leleu.
Després de diversos intents de decapitar Tal·leleu, finalment el van ofegar. Quan els botxins anunciaren al prefecte que l'havien llençat al mar, Tal·leleu aparegué viu davant seu. Ordenà llavors que fos llençat a les bèsties salvatges, però aquestes no l'atacaren i, al contrari, s'aclucaven als seus peus i li llepaven les mans. En veure-ho, la multitud començà a invocar el Déu de Tal·leleu i li demanà pietat, i, prenent el botxí, el llençaren ells mateixos a les feres, que sí que l'atacaren.
Finalment, el prefecte ordenà matar Tal·leleu amb l'espasa, i morí degollat.